# دونكان واتسون
دونكان واتسون (بالإنجليزية: Duncan Watson)‏ هو سياسي نيوزلندي، ولد في 4 نوفمبر 1867 في نيوزيلندا، وتوفي في 30 أكتوبر 1948 في أستراليا. انتخب عضو المجلس التشريعي ولاية كوينزلاند.